# 용인 왕산리 지석묘
용인 왕산리 지석묘(龍仁 旺山里 支石墓)는 대한민국 경기도 용인시 처인구 모현읍 왕산리에 있는 청동시대의 지석묘이다. 1974년 9월 26일 경기도의 기념물 제22호 모현지석묘로 지정되었다가. 2016년 11월 8일 현재의 명칭으로 변경되었다.

## 개요
지석묘는 청동기시대의 대표적인 무덤으로 고인돌이라고도 부르며, 주로 경제력이 있거나 정치권력을 가진 지배층의 무덤으로 알려져 있다.
우리나라의 고인돌은 4개의 받침돌을 세워 돌방을 만들고 그 위에 거대하고 평평한 덮개돌을 올려놓은 탁자식과, 땅 속에 돌방을 만들고 작은 받침돌을 세운 뒤 그 위에 덮개돌을 올린 바둑판식으로 구분된다.
경기도 모현읍 왕산리에 있는 이 고인돌은 탁자식으로, 현재는 2기만 있는데 근처에 받침돌로 추정되는 돌이 있어 원래는 3기의 고인돌이었던 것으로 추정된다.
높이가 1.4m의 받침돌을 [-]자형으로 놓고 그 위에 길이가 5.3m인 타원형의 덮개돌을 얹은 탁자 모양의 고인돌로 완전한 형태이며, 덮개돌의 길이가 4.4m인 또 다른 고인돌은 받침돌이 쓰러져 있다. 덮개돌의 크기에 비해 받침돌의 높이가 작은 편이지만 웅장한 모습이며, 덮개돌 사이에 작은 쐐기돌을 끼워 넣은 흔적이 남아있다. 이는 덮개돌의 수평을 바로 잡으려 사용했던 것으로 보인다.
이 고인돌은 경기 지방 여러 고인돌 가운데 규모가 제일 크며, 보존 상태가 완벽한 것으로 선사인들의 고인돌 축조기술이 뛰어났음을 보여준다.

## 참고 문헌
- 용인 왕산리 지석묘 - 국가유산청 국가유산포털